# Jacques Alexandre Bixio
 (février 2016).
Pour les articles homonymes, voir Bixio.
Jacques Alexandre Bixio, né Giacomo Alessandro Bixio le 20 novembre 1808 à Chiavari dans l'ancien département français des Apennins (Italie) et mort le 16 décembre 1865 à Paris, est un agronome et homme politique français d'ascendance italienne.

## Biographie
Fils de Tommaso Bixio, directeur de la Monnaie de Gênes, originaire de Chiavari, et de Colomba Caffarelli, son épouse, Giacomo Alessandro Bixio est le troisième d'une fratrie de huit enfants dont le plus jeune fils est Nino Bixio (1821-1873). Son parrain, le sous-préfet français Alexandre Stechs, l'amena avec lui lorsque — après la chute de Napoléon — il rentra avec sa famille en France. Il fit ses études secondaires à Paris au collège Sainte-Barbe, suivit ensuite les cours de la faculté de médecine de Paris, soutint sa thèse et obtint le grade de docteur en médecine en 1833, à l'âge de 25 ans. Le 9 avril de la même année il épouse Mélanie Gaume, le couple a 4 enfants dont l'ainé né en 1836 Maurice Bixio.

### Activité journalistique et éditorialiste
Il exerça peu la médecine, préférant se livrer à des publications scientifiques et littéraires. Il publia divers ouvrages relatifs à l'agriculture et écrivit dans Le National sous Louis-Philippe Ier. Il participa avec Buloz à la création de la Revue des Deux Mondes (1829), fonda avec Barral le Journal d'agriculture pratique en 1837, reprit avec Ysabeau la direction de la Maison rustique au XIXe siècle, puis publia l’Almanach du jardinier, l’Almanach du cultivateur, l'Annuaire de l'horticulteur, etc. Bixio dirigea la Maison rustique du XIXe siècle (Paris, Librairie agricole de la maison rustique, 1834-1837, 4 grands vol. in-8° à 2 col.), avec Charles-François Bailly de Merlieux et Malepeyre ; il s'occupe seul de l'édition de 1844. Il dirige aussi le Journal d’Agriculture pratique, de Jardinage et d’Économie domestique de 1837 à 1848 (Paris, au Bureau de la Maison rustique), et le périodique continue jusqu’en 1879 sous le titre de Journal d’agriculture pratique.

### Activité politique

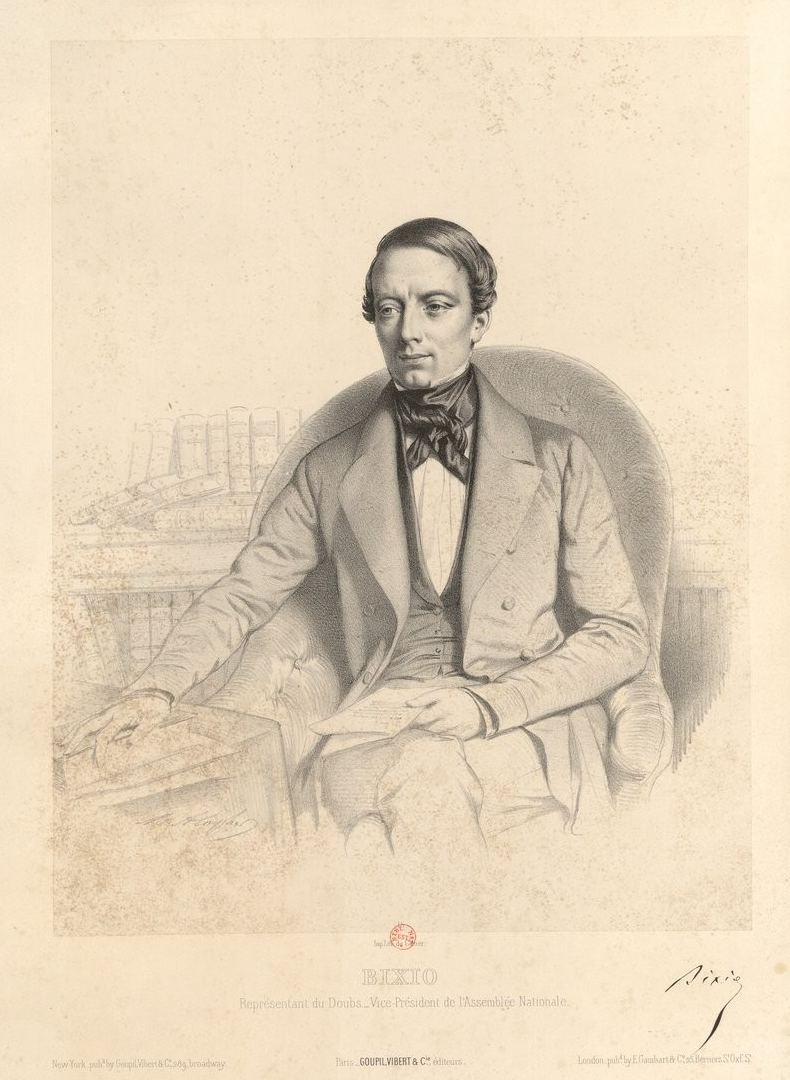
Bixio, vice-Président de l'Assemblée Nationale.

Au moment de la Révolution française de 1848, il présidait le comité électoral du 10e arrondissement de Paris ; le 23 février, défenseur de l'ordre, il se porta à la tête de 200 hommes contre les barricades de la rue Saint-Jacques ; après l'abdication de Louis-Philippe, il se prononça pour la régence, et fut même chargé, a-t-on dit, par les membres les plus modérés du gouvernement provisoire d'aller retirer de l'imprimerie royale la proclamation de la République destinée au Moniteur. Mais, lorsque les événements se furent précipités, Bixio accepta les fonctions de chef du cabinet du gouvernement provisoire ; puis, l'Italie s'étant soulevée contre l'Autriche, il fut envoyé, en qualité de chargé d'affaires près la cour de Sardaigne. Il y était encore lorsque le département du Doubs le nomma représentant à l'Assemblée constituante. À la nouvelle de la tentative du 15 mai, il envoya au ministre des affaires étrangères une protestation contre les promoteurs de l'envahissement de l'Assemblée, et, prévoyant d'autres événements, sollicita son rappel. Le désir de Bixio ne fut exaucé que dans les premiers jours de juin.

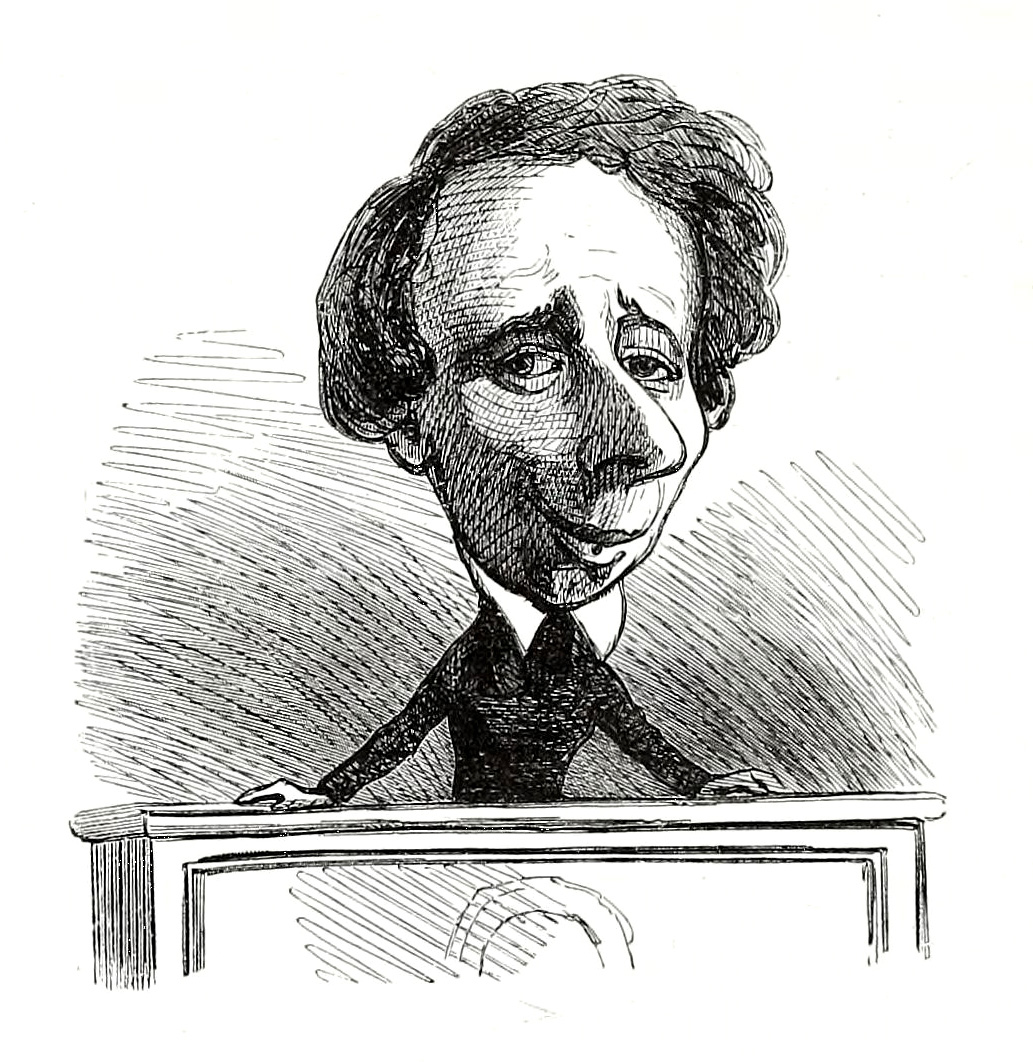
Caricature de Bixio en 1848-49, par Cham.

De retour à Paris, il prit part avec les députés partisans de Cavaignac à la répression de l'insurrection de juin 1848, qu'il combattit les armes à la main. Le 23 juin, il se trouvait auprès du général Bedeau, lorsque cet officier fut blessé rue Saint-Jacques et obligé de s'éloigner. Bixio ramena alors à l'attaque les troupes, ébranlées par la résistance des défenseurs, et fut frappé à son tour à la barricade de l'ancienne rue des Noyers d'une balle qui lui traversa la poitrine. La blessure étant moins grave qu'on ne l'avait cru d'abord, Bixio reprit bientôt sa place à l'Assemblée, qui le nomma son vice-président, et le confirma cinq fois de suite dans cette fonction. Bixio vota à la Constituante : le 26 août 1848, pour les poursuites contre Louis Blanc et Caussidière ; le 18 septembre, pour l'abolition de la peine de mort ; le 25 septembre, contre l'impôt progressif ; le 7 octobre, contre l'amendement Grévy ; le 21 octobre, pour l'abolition du remplacement militaire (amendement Deville) ; le 2 novembre, contre le droit au travail ; le 25 novembre, pour l'ordre du jour de félicitations au général Cavaignac ; le 28 décembre, contre la réduction de l'impôt du sel ; le 12 janvier 1849, pour la proposition Rateau ; le 16 avril, pour le crédit de 1 200 000 francs pour l'expédition de Rome ; le 2 mai, pour l'amnistie des transportés.
Dans le premier cabinet formé par Louis-Napoléon Bonaparte, après son avènement à la présidence de la République, Bixio avait accepte le portefeuille de l'Agriculture et du Commerce le 20 décembre 1848 ; il le déposa huit jours après, et fut remplacé le 29 décembre par Buffet.
À la séance du 30 mars 1849, sous le coup de l'émotion produite par la nouvelle de la défaite de l'armée piémontaise et du roi Charles-Albert de Sardaigne, à Novare, Bixio fut chargé par le comité des Affaires étrangères de proposer à l'Assemblée la résolution suivante : 
« L'Assemblée nationale, jalouse d'assurer la conservation des deux plus grands intérêts qui lui soient confiés, la dignité de la France et le maintien de la paix fondée sur le respect des nationalités ; s'associant au langage tenu, dans la séance du 28 mars courant, par M. le président du conseil ; confiante, d'ailleurs, dans le gouvernement du président de la République (Bruits divers), déclare que, si, pour mieux garantir l'intégrité du territoire piémontais et mieux sauvegarder les intérêts et l'honneur de la France, le pouvoir exécutif croyait devoir prêter à ses négociations l'appui d'une occupation partielle et temporaire de l'Italie, il trouverait dans l'Assemblée nationale le plus sincère et le plus entier concours. » (Mouvements en sens divers).
Après une longue discussion à laquelle prirent part le ministre des Affaires étrangères Drouyn de Lhuys, MM. Billault, Thiers, Ledru-Rollin, Cavaignac, Odilon Barrot, président du Conseil, et Jacques Dupont de Bussac, l'ordre du jour pur et simple, réclamé par le général Baraguey d'Hilliers fut rejeté, et l'ordre du jour Bixio, appuyé par Jules Favre et amendé par le représentant Payer (des Ardennes), fut adopté à 444 voix de majorité contre 320 (la droite tout entière vota pour l'ordre du jour.).

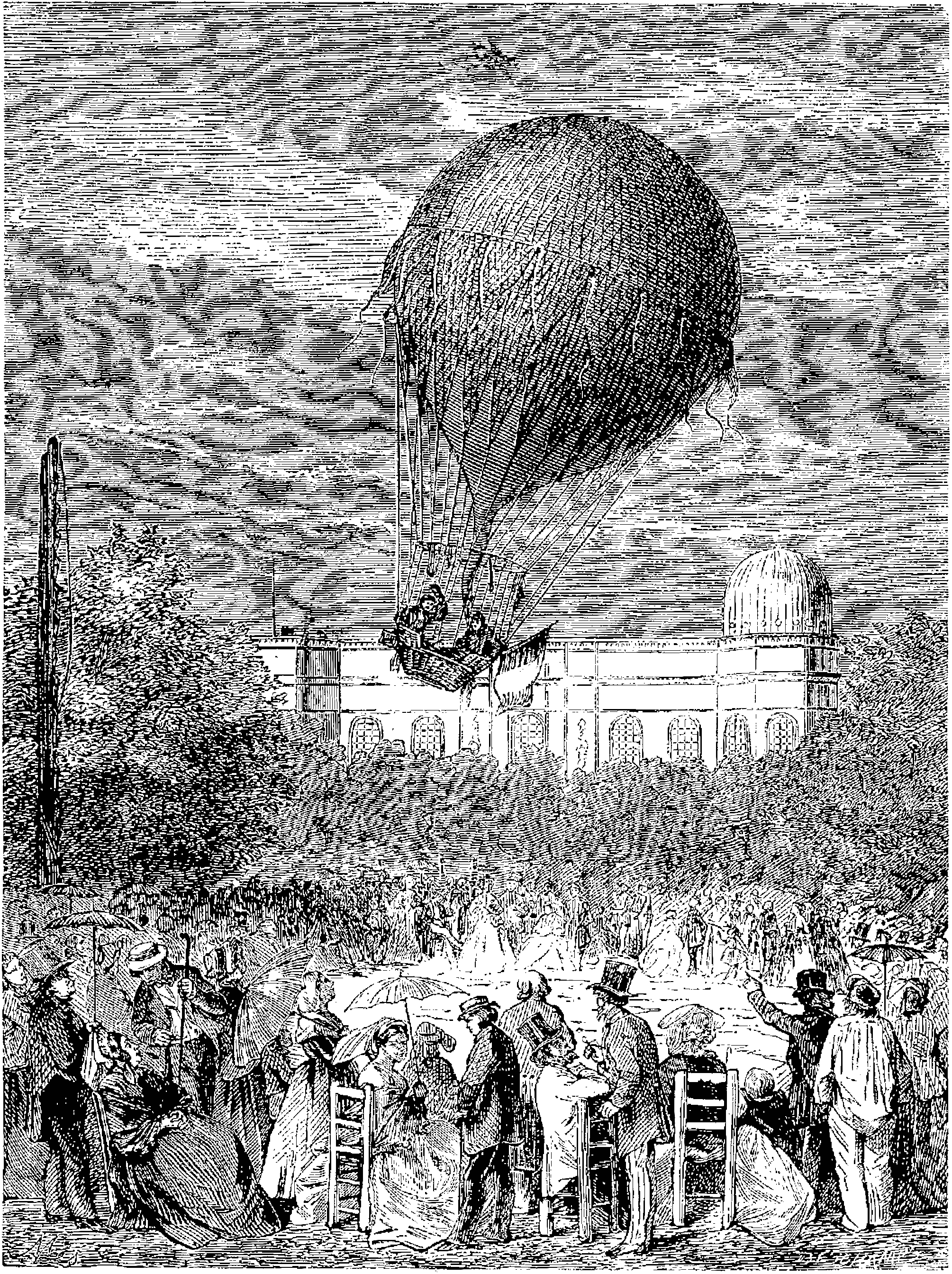
Ascension de Barral et Bixio, le 27 juillet 1850.

Réélu par le Doubs à l'Assemblée législative, le 13 mai 1849, en même temps que par le département de la Seine, Bixio opta pour le Doubs, suivit jusqu'au bout l'inspiration de Cavaignac. C'est vers cette époque qu'il fit, avec Barral, une ascension aérostatique assez périlleuse, et qu'il eut un duel, sans conséquence sérieuse, avec Thiers, au sujet d'un propos attribué à ce dernier, concernant l'élection du 10 décembre.
Au coup d'État du 2 décembre 1851, il fut un des représentants qui se rendirent à la mairie du 10e arrondissement de Paris et y prononcèrent la déchéance du prince-président. Il portait le décret à l'imprimerie, lorsque ses collègues furent arrêtés. Allant aussitôt réclamer sa place parmi eux, il fut emprisonné pendant un mois, mais non pas exilé.

### Réorientation et fin de vie

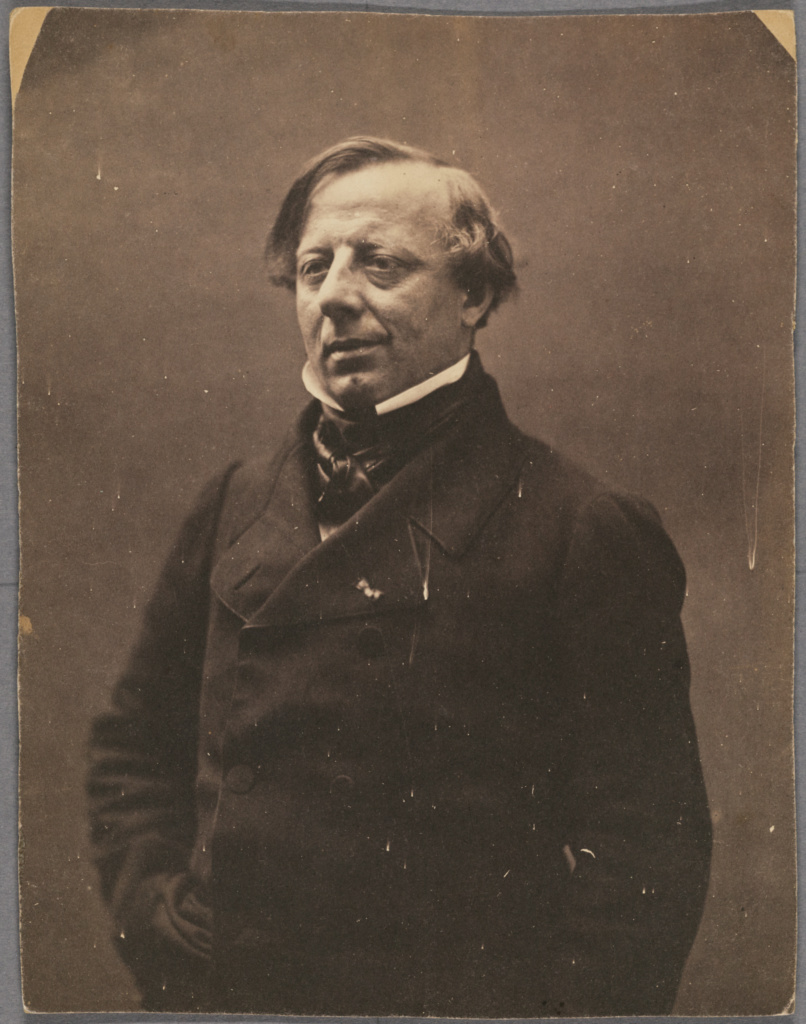
Bixio photographié par Nadar.

Réduit au silence et à l'inaction politique depuis le coup d'État, Bixio rentra dans la vie privée, et ne s'occupa plus que de science et d'entreprises industrielles. Ami et associé des frères Péreire, il administra de grandes entreprises financières : les crédits fonciers français et italien, les chemins de fer italiens, russes et espagnols, le gaz de Paris et les paquebots transatlantiques.
Jacques Alexandre Bixio, veuf depuis 1856, mourut le 16 décembre 1865, à l'âge de 57 ans, entouré de ses enfants et amis, dont le médecin Armand Trousseau qui l'assista dans son agonie. Il repose au Cimetière du Montparnasse (division 4). À la cérémonie civile de ses obsèques, le 18 décembre 1865, le prince Jérôme Napoléon, arrivé de Prangins tout exprès dans la nuit, marchait à côté de Nigra, ambassadeur d'Italie à Paris.
Il est le père de Maurice Bixio qui donna son nom à la rue Bixio à Paris. Il est le grand-père de la Comtesse de Kermel et d'Abeille Villard-Gallay.

## Le dîner Bixio
Alexandre Bixio avait déjà l'habitude de recevoir des compagnons à son domicile quand il institua, en 1856, une réunion mensuelle d'hommes autour d'un repas nommé dîner des gens d'esprit par le restaurateur Philippe où il eut lieu d'abord, nom auquel les membres du cercle qui se réunirent tous les premiers vendredis du mois préférèrent celui de dîner de vendredi avant d'adopter celui de dîner Bixio à la mort de son fondateur, survenue en 1865. Le dîner fut dirigé ultérieurement par son fils Maurice et par son gendre Camille Depret à la succession desquels fut proposé en 1906 Maurice Depret, petit-fils de Jacques Alexandre et neveu de Maurice Bixio. Tous respectèrent le rite instauré par le fondateur. Les membres étaient au nombre de vingt, les défaillants furent remplacés, par élection à l'unanimité. Les vingt membres initiaux furent les suivants:
- Alfred Arago
- Émile Augier
- Joseph Bertrand
- Alexandre Bixio
- Élie Decazes
- Eugène Delacroix
- Alexandre Dumas père
- Camille Ferri-Pisani
- Fromental Halévy
- Louis Godefroy Jadin
- Joseph de Lagrené
- Victor Lefranc
- Léon de Malleville
- Prosper Mérimée
- Ernest Meissonier
- François Ponsard
- François-Joseph Regnier
- Auguste Villemot
- Frédéric Villot
- Armand Trousseau

Les réunions eurent d'abord lieu au restaurant Philippe, rue Montorgueil, puis, après la mort d'Alexandre Bixio, chez Paul Brébant, boulevard Poissonnière, et à partir de 1892 dans le « Grand Seize » du Café Anglais, démoli en 1913. Elles furent alors transférées chez Voisin et enfin, vers 1924, chez Larue, rue Royale.

## Iconographie
Une médaille à l'effigie de Bixio a été réalisée par le graveur Émile Rogat en 1848, après les journées de juin. Un exemplaire en est conservé au musée Carnavalet (ND 184).

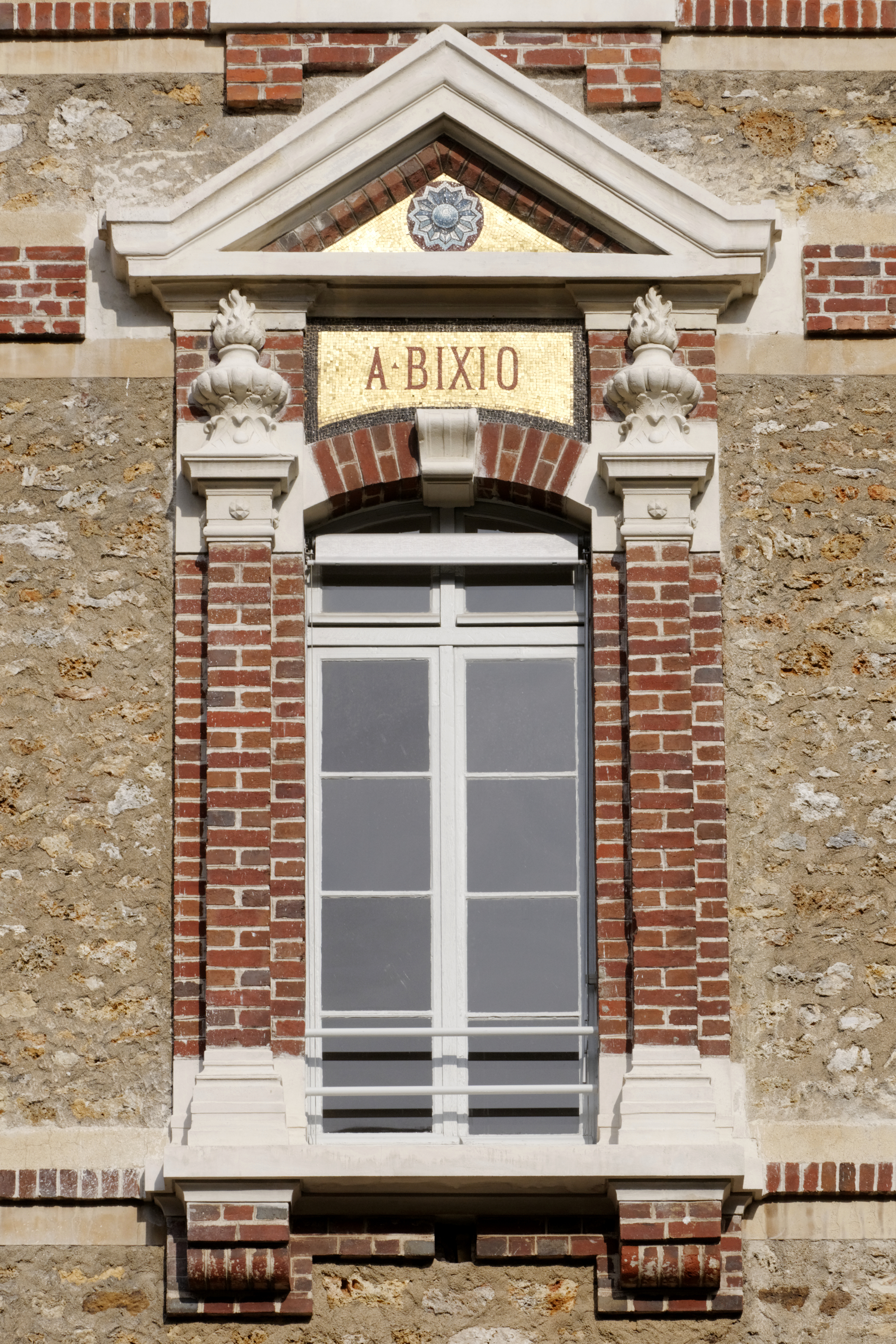
Fenêtre de la cour intérieure du Collège Sainte-Barbe, portant le nom d'Alexandre Bixio.

## Décorations
- Chevalier de la Légion d'honneur en 1849[13]